# Нанајци
Нанајци (рус. нанайцы, енгл. Nanai) су тунгуско-манџурски народ, чији језик припада јужој (манџурској) грани тунгуско-манџурских језика. Традиционална територија Нанајаца се налази на обалама реке Амур и њених притока, река Усури и Горин (или Гирин) у Хабаровском крају Руске Федерације, као и на обалама реке Сунгари у североисточној Кини.

## Популација
Према резултатима пописа становништва Руске Федерације, Нанајаца је 2010. било 12.003. У Кини је према попису становништва 2000. године живело 4.640 Нанајаца, a 2010 тај број је порастао на 5.354.

## Језик
Нанајски језик припада јужој (манџурској) грани тунгуско-манџурских језика и најближи је улчијском и орочијском језику. Постоје два дијалекта нанајског, а то су доњоамурски и горњоамурски дијалекат. Почетком 21. века већина Нанајаца говори руским као матерњим језиком, а проценат говорника нанајског је у непрестаном опадању. 

## Вера
Нанајци су већином православне вероисповести, али су се међу њима одржала традиционална анимистичка веровања и шаманизам.